# Moviment Normand
Partit polític de la nació deNormandia d'ideologia regionalista que defensa la reunificació de normandia (dividida administrativament en dues regions), l'enfortiment i desenvolupament d'un poder regional normand, el creixement equilibrat per tota la regió i la promoció de la cultura pròpia.
Va ser creat el 1971 a partir del MJN (Mouvement de la Jeunesse de Normandie) i membres de la desaparegutda URN (Union pour la Region Normande) sent el seu president d'ençà, Didier Patte (president-fundador que ja ho era del MJN).
Rebutja en centralisme jacobí alhora que el separatisme. Partidari de l'Europa de les Nacions i Regions, no és partidari de l'intervencionisme en política econòmica ni tampoc del liberalisme però defensa certs privilegis o preferències dels francesos front als immigrants. S'ha relacionat habitualment amb la ultradreta i darrerament també amb el centredreta.